# Saint-Antoine-Cumond
Pour les articles homonymes, voir Saint-Antoine.
Saint-Antoine-Cumond est une ancienne commune française située dans le département de la Dordogne, en région Nouvelle-Aquitaine.
Au 1er janvier 2017, elle fusionne avec Festalemps et Saint-Privat-des-Prés pour former la commune nouvelle de Saint Privat en Périgord.

## Géographie

### Généralités
Dans le quart nord-ouest du département de la Dordogne, la commune déléguée de Saint-Antoine-Cumond forme la partie nord-ouest de la commune nouvelle de Saint Privat en Périgord. Elle est bordée à l'ouest par la Dronne, et arrosée par son affluent, le ruisseau de Muret.

### Communes limitrophes

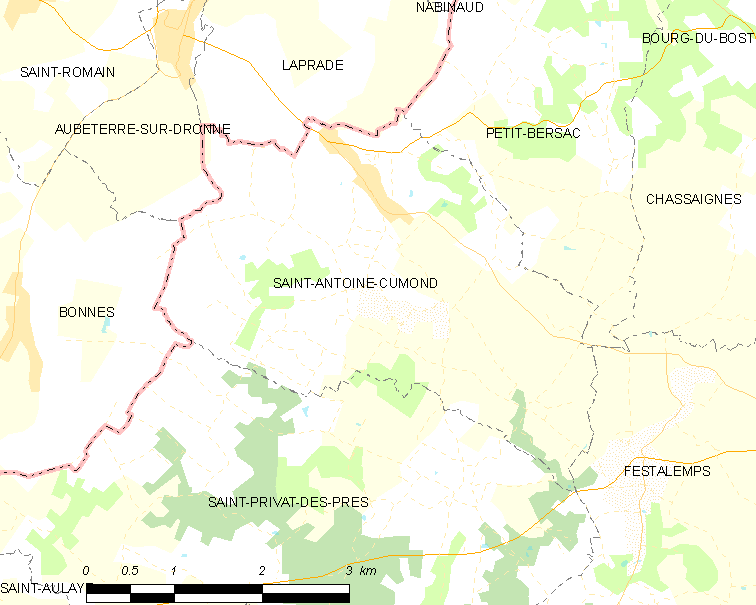
Carte de Saint-Antoine-Cumond et des communes avoisinantes en 2016, avant la création de la commune nouvelle de Saint Privat en Périgord.

En 2016, année précédant la création de la commune nouvelle de Saint Privat en Périgord, Saint-Antoine-Cumond était limitrophe de six communes dont la moitié dans le département de la Charente. À l'est, son territoire est distant d'environ 250 mètres de celui de Chassaignes.
| Aubeterre-sur-Dronne (Charente) | Laprade (Charente)    |              |
| Bonnes (Charente)               | Saint-Antoine-Cumond  | Petit-Bersac |
|                                 | Saint-Privat-des-Prés | Festalemps   |

## Urbanisme

### Villages, hameaux et lieux-dits
Outre le bourg de Saint-Antoine-Cumond proprement dit, le territoire se compose d'autres villages ou hameaux, ainsi que de lieux-dits :
- la Bernarde
- chez Bouchard
- chez Bressy
- le Breuil
- le Buguet
- Chante-Alouette
- le Chantours
- les Charmis
- le Chêne Vert
- la Combe
- la Côte
- Cumond
- la Divise
- Février
- la Gaulie
- le Grand Béard
- le Grand Renard
- la Grande Cour
- la Grande Cussonnie
- Lamourier
- Lautendie
- le Maine
- la Marronnière
- le Mas
- la Meynardie
- Mirand
- le Moulin de Cumond
- le Moulin Neuf
- Muret
- Nougeyrol
- les Parges
- le Petit Béard
- le Petit Renard
- la Petite Cour
- la Petite Cussonnie
- la Petite Ferracie
- la Peyrière
- la Pinière
- Pleine Serve
- le Pontet
- Porcherac
- la Renjardie
- le Repayre
- le Rondelet
- Sallebœuf
- la Siguenie
- chez Texier
- chez Tupa
- le Vignaud.

## Toponymie
En occitan, la commune porte le nom de Sent Antòni e Cucmont.

## Histoire
En 1924, la commune de Cumond change de nom et devient Saint-Antoine-Cumond.
De 1942 à 1944, 37 juifs, principalement des réfugiés d'Alsace-Lorraine, ont été arrêtés dans la commune puis déportés vers le camp de concentration d'Auschwitz.
Au 1er janvier 2017, Saint-Antoine-Cumond fusionne avec Festalemps et Saint-Privat-des-Prés pour former la commune nouvelle de Saint Privat en Périgord dont la création a été entérinée par l'arrêté du 26 septembre 2016, entraînant la transformation des trois anciennes communes en « communes déléguées ».

### Les Antonins et les Hospitaliers

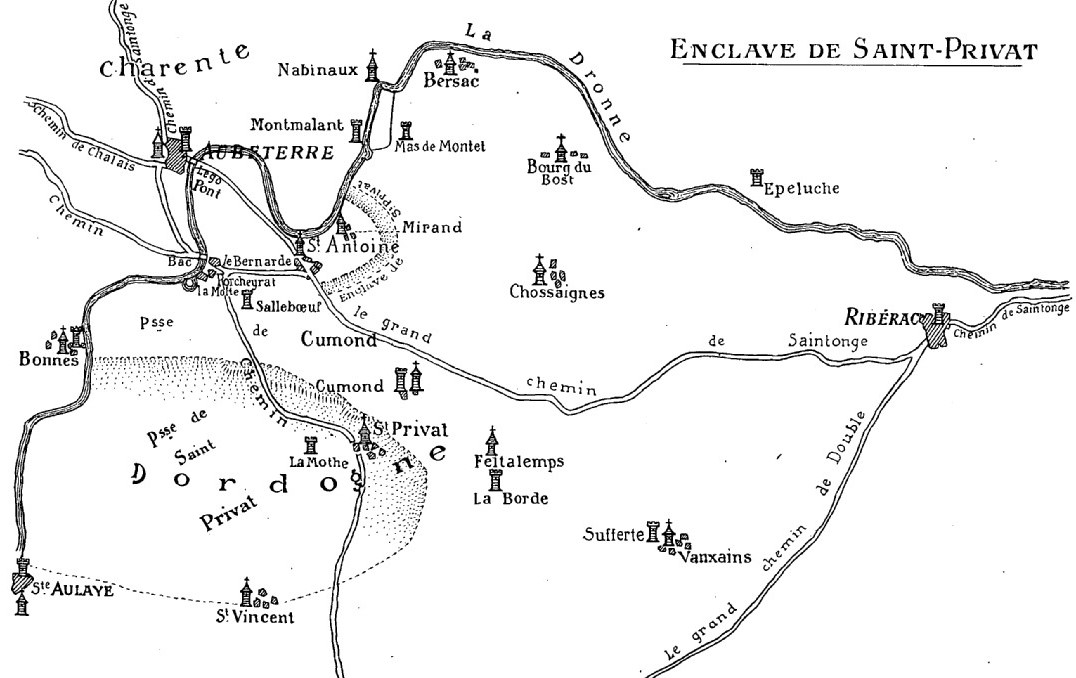
Les limites de la paroisse de Saint-Privat

Une commanderie de l'ordre hospitalier de Saint-Antoine a été fondée sur le territoire de la paroisse de Mirand, réunie à Cumond en 1790, sous la dénomination de commanderie générale d'Aubeterre, à trois kilomètres seulement et en face d’Aubeterre. Mirand dépend alors du prieuré bénédictin de Saint-Privat. La commanderie a été fondée sous l'épiscopat de Renaud de Thiviers, évêque de Périgueux, mort en Terre Sainte en 1101. La commanderie est passée à l’ordre de Saint-Jean de Jérusalem en 1775 et 1777.

## Politique et administration

### Administration municipale
La population de la commune étant comprise entre 100 et 499 habitants au recensement de 2011, onze conseillers municipaux ont été élus en 2014,. Ceux-ci sont membres d'office du  conseil municipal de la commune nouvelle de Saint Privat en Périgord, jusqu'au renouvellement des conseils municipaux français de 2020.

### Liste des maires

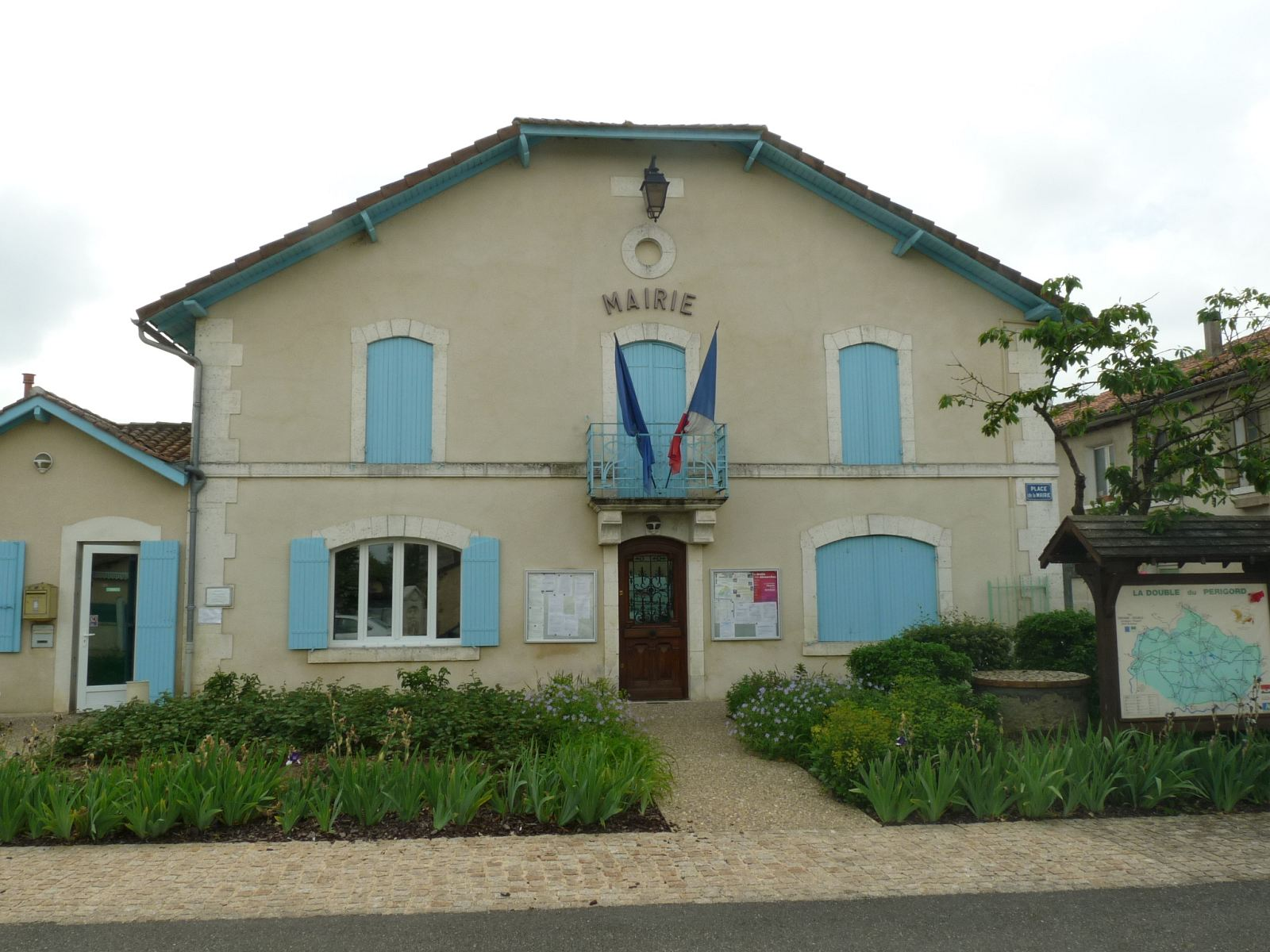
La mairie en 2010.

| Période                                  | Période       | Identité            | Étiquette | Qualité |
| ---------------------------------------- | ------------- | ------------------- | --------- | ------- |
| Les données manquantes sont à compléter. |               |                     |           |         |
|                                          |               |                     |           |         |
| 1953                                     | mars 1995     | Guy Bassi           |           |         |
| mars 1995                                | mars 2001     | Gilbert Arfeuillère |           |         |
| mars 2001                                | mars 2008     | Francis Magne       |           |         |
| mars 2008                                | décembre 2016 | Pierre de Cumond    | SE        | Notaire |

## Démographie
Les habitants de Saint-Antoine-Cumond se nomment les Antonins.
En 2016, dernière année en tant que commune indépendante, Saint-Antoine-Cumond comptait 357 habitants. À partir du XXIe siècle, les recensements des communes de moins de 10 000 habitants ont lieu tous les cinq ans (2008, 2013 pour Saint-Antoine-Cumond. Depuis 2006, les autres dates correspondent à des estimations légales.
Au 1er janvier 2019, la commune déléguée de Saint-Antoine-Cumond compte 344 habitants.
| 1793 | 1800 | 1806 | 1821 | 1831 | 1836 | 1841 | 1846 | 1851 |
| ---- | ---- | ---- | ---- | ---- | ---- | ---- | ---- | ---- |
| 602  | 672  | 686  | 702  | 649  | 947  | 909  | 903  | 926  |

| 1856 | 1861 | 1866  | 1872 | 1876 | 1881 | 1886 | 1891 | 1896 |
| ---- | ---- | ----- | ---- | ---- | ---- | ---- | ---- | ---- |
| 955  | 919  | 1 015 | 949  | 827  | 905  | 877  | 803  | 755  |

| 1901 | 1906 | 1911 | 1921 | 1926 | 1931 | 1936 | 1946 | 1954 |
| ---- | ---- | ---- | ---- | ---- | ---- | ---- | ---- | ---- |
| 758  | 761  | 658  | 603  | 560  | 609  | 572  | 518  | 497  |

| 1962 | 1968 | 1975 | 1982 | 1990 | 1999 | 2006 | 2008 | 2013 |
| ---- | ---- | ---- | ---- | ---- | ---- | ---- | ---- | ---- |
| 521  | 474  | 449  | 430  | 394  | 365  | 384  | 388  | 366  |

| 2016 | - | - | - | - | - | - | - | - |
| ---- | - | - | - | - | - | - | - | - |
| 357  | - | - | - | - | - | - | - | - |

## Économie
Les données économiques de Saint-Antoine-Cumond sont incluses dans celles de la commune nouvelle de Saint Privat en Périgord.

### Entreprises
L'entreprise de textile « Moulin Neuf », créée en 1948, a employé jusqu'à 200 salariés à son apogée avant de terminer en faillite. Les locaux ont été repris par une nouvelle entreprise créée en 2010, « Moulin Neuf textiles », qui emploie quinze personnes en 2014.

## Culture locale et patrimoine

### Lieux et monuments

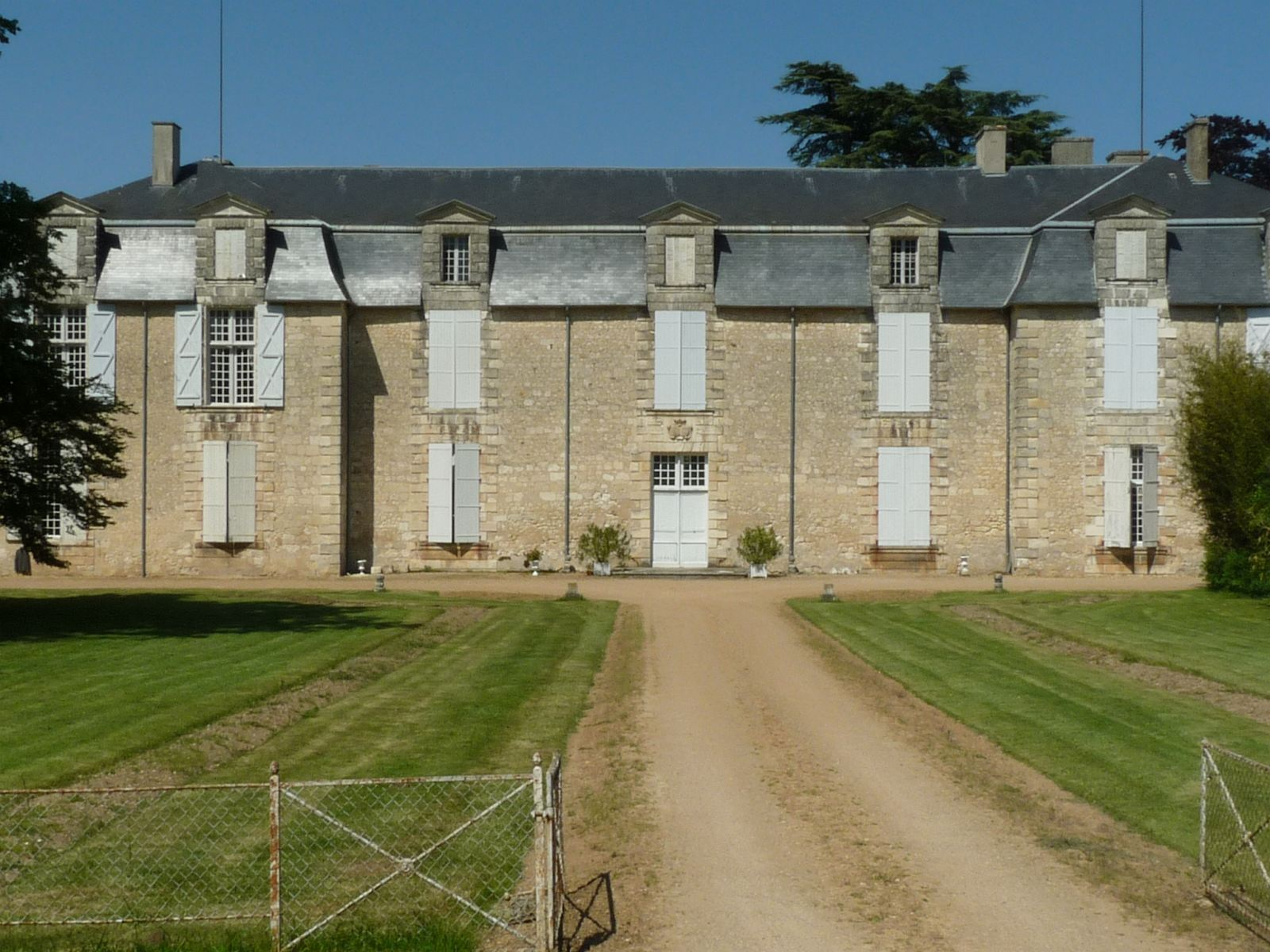
Le château de Cumond.

- Château de Cumond, XVIIIe siècle et domaine XVIIIe et XIXe siècles, inscrits au titre des monuments historiques depuis 2005[15],[16].

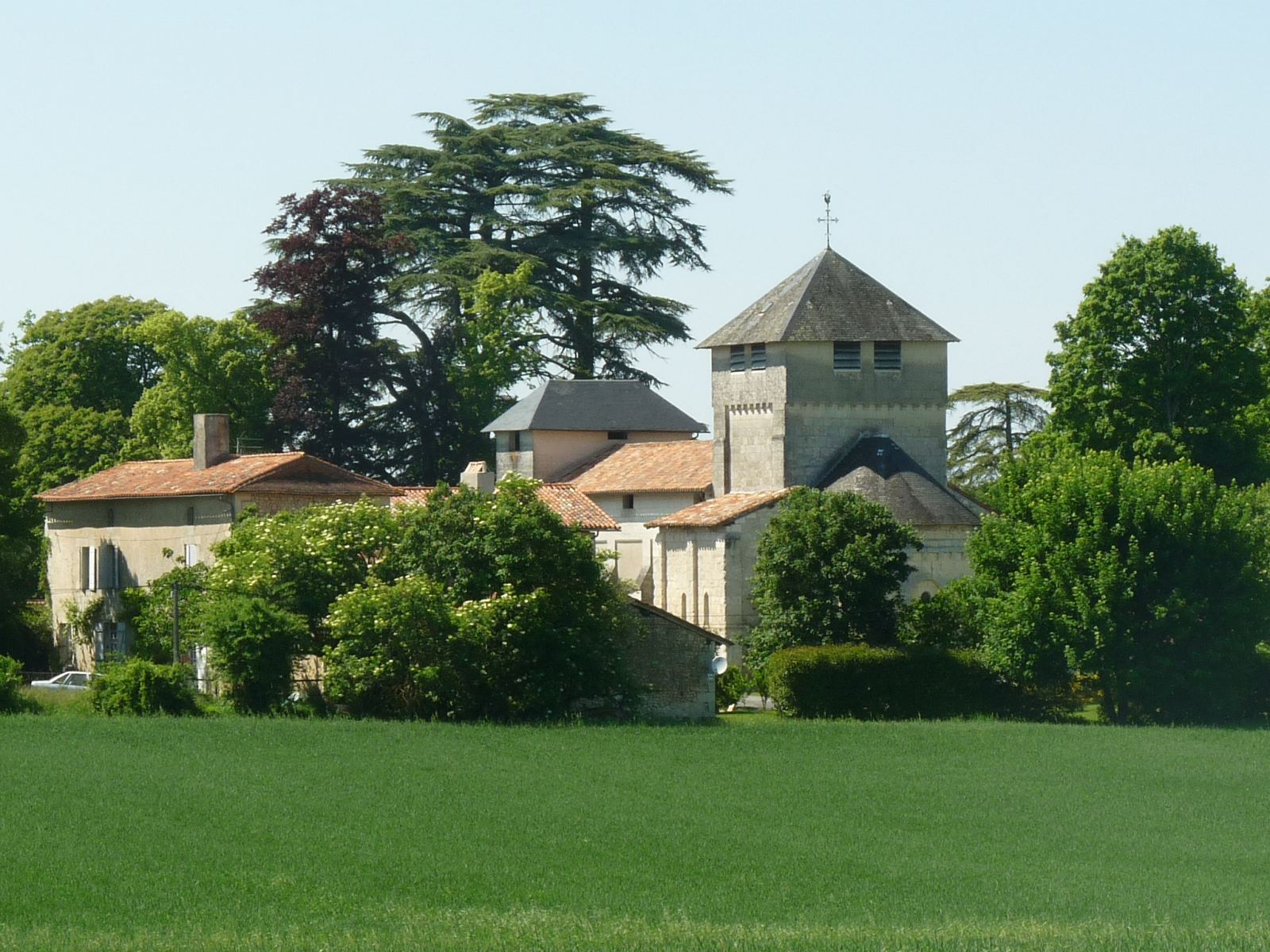
L'église vue de l'est.

- L'église paroissiale Saint-Pierre-ès-Liens de Cumond date initialement du XIIe siècle; elle a été agrandie aux XIVe et XVIe siècles et restaurée de façon importante au XIXe siècle, en particulier les clochers et la chapelle nord[17]. Elle est classée monument historique depuis 1914[18],[19].

### Héraldique
| Blason de Saint-Antoine-Cumond | Blason  | Écartelé: aux 1er et 4e d'azur à la fasce d'or accompagnée de six fleurs de lis, trois rangées en chef et trois rangées en pointe, aux 2e et 3e d'azur à trois étoiles d'argent rangées en fasce, surmontées d'un croissant du même et soutenues d'une grappe de raisin d'argent feuillée de deux pièces de sinople; sur le tout, d'argent au tau d'azur. |
| Blason de Saint-Antoine-Cumond | Détails | Le statut officiel du blason reste à déterminer. |